# コミック版ファンタジーRPG入門 ドラゴンリング
コミック版ファンタジーRPG入門 ドラゴンリングとは、新紀元社から発売されたテーブルトークRPG（TRPG）の遊び方を解説した漫画。巻末には、作中で使用されたオリジナルTRPGのルールが掲載されている。原作は朱鷺田祐介、作画は島村春奈。

## ストーリー
主人公の勇治はコンピューターRPGをプレイしていて、自分の思いついたアイディアをゲーム中の行動に反映できないことに不満を持つ。友人のタカシとそのことについて愚痴をもらしていたところ、突然現れた謎のサングラスの男「松田先輩」に誘われ、TRPG「ドラゴンリング」のセッションに参加することになった…
本編は、登場人物たちが参加しているTRPGの内容を、プレイヤーキャラクターたちを主役としたファンタジー漫画として直接的に描いている。セッションの前後、およびプレイ中にプレイヤーの視点が必要となったときには、プレイヤーとしての行動や発言が描写される。また、毎ページの下1/4は文章スペースになっていて、TRPGの遊び方やファンタジーのお約束など、本編を補完する形で解説コラムが展開されている。

## 登場人物
勇治
本作の主人公。コンピュータRPGに不満を抱いていたところをTRPGに誘われる。ゲーム中では勇者を目指す戦士「リチャード」を演じる。
タカシ
勇治の友達。勇治と共に誘われてTRPGに参加する。ゲーム中ではお調子者の盗賊「クルーズ」を演じる。
圭子
勇治の友達。勇治たちとは別口で誘われ、TRPGに参加する。ゲーム中では紅一点の魔法使い「エミリー」を演じる。
浩之
勇治の友達。2回目のセッションから参加し、温厚な僧侶「グラチウス」を演じる。
松田先輩
勇治たちをTRPGに誘った人物。GMを務める。

## ゲーム『ドラゴンリング』のシステム
ドラゴンリングのキャラクターは、「戦士」「盗賊」「魔法使い」「僧侶」の4種の職業と「つよさ」「すばやさ」「かしこさ」の3つの能力値で表現される。プレイヤーは職業を選んだ後に6面サイコロ3個を三回振り、それぞれの数値を3つの能力値に割り当てる。大きい数字をどの能力値に割り当てるかは職業ごとに決まっており、戦士なら「つよさ」が、魔法使いなら「かしこさ」が高くなるように調整がなされる。
行為判定はパーセンテージロールに属する。また行為判定の際にはオプションとして「エンハンス」を選択できる。これは、その行為を時間をかけてじっくり行うことで、行為判定の成功率や行為の成果を高めることができるというものである。
本書の刊行に先立ち、ニフティサーブ内RPGフォーラムでルールの先行公開が行われており、その中には「狩人」（飛び道具と野外活動に通じる。他ゲームで言うところのレンジャー的なキャラクター）「巡礼」（素手での戦闘に通じ、僅かながら僧侶の力も使える所謂モンク僧的キャラクター）や高レベルの魔法など、本書では削除されているルールも存在している。（現在ではニフティサーブそのものがサービスを終了しているため入手する事はできない）
また、この本書のルールを更に発展させた物として「ドラゴンリング・シェル」が存在し、こちらは下記の「無謀戦士ヴィエ」で使用されている。「ドラゴンリング・シェル」も「ドラゴンリング」同様RPGフォーラム内で公開されていたが、上記の通りニフティサーブのサービス終了と共に入手が不可能となっており、「無謀戦士～」にはルールは収録されていない事もあって「ドラゴンリング」以上に入手が難しいルールとなっている。

## 関連書籍
- 『無謀戦士ヴィエ　魔物だ、つっこめ！』M‐ヴィエ著　新紀元社

作家細江ひろみが、アマチュア時代にパソコン通信で行ったオンラインセッション体験記。本文中でGMを務めている「VICON」が本作の原作者朱鷺田祐介であり、シナリオも本作中のそれと近似している。